# Kościół św. Jakuba Apostoła w Sławianowie
Kościół pw. św. Jakuba Apostoła w Sławianowie – katolicki kościół parafialny znajdujący się w miejscowości Sławianowo (gmina Złotów), w pobliżu brzegu jeziora Sławianowskiego.

## Historia
Pierwsze wzmianki o parafii sławianowskiej pochodzą z 1511. W 1617 zbudowano tu barokowy kościół z drewna modrzewiowego i dębowego (od 1621 siedziba parafii). W 1701 ksiądz Tomasz Barankiewicz (ówczesny proboszcz) wygrał znaczną sumę pieniędzy na wyścigach, z czego część przeznaczył na ołtarz z obrazem św. Barbary, wraz z sukienkami i zakup trzech dzwonów. W 1744 świątynia miała trzy wieże. W czasach, kiedy świątynię użytkowali protestanci (koniec XVIII wieku) kościół popadł w ruinę. 
Obecny jednonawowy, ryglowy obiekt ze zwężonym prezbiterium został wzniesiony w 1806 przez księdza Wojciecha Sucharskiego, a jego fundatorką była Marianna Guzowska – regentka nakielska. Dach pokryto łupkiem. Początkowo nosił wezwanie św. Barbary. W parafii zawsze dominowali Polacy. W okresie międzywojennym w co czwartą niedzielę msze odprawiane były w języku niemieckim, w pozostałe zaś po polsku. W latach 1984–1985 odbył się remont obiektu. W listopadzie 2006 został on zamknięty z powodów bezpieczeństwa (wichura naruszyła wówczas konstrukcję ryglową). Od 2008 do 2012 był znowu, w etapach, remontowany, a podczas tych działań odsłonięto dekorację kwiatową z 1806.

## Wyposażenie
Wyposażenie jest głównie XVIII-wieczne. W ołtarzu głównym znajduje się obraz św. Jakuba Apostoła, a także stoją rzeźby św. Piotra i Pawła oraz Chrystusa Ukrzyżowanego. W ołtarzu południowym wisi obraz św. Barbary z 1706, a w północnym obraz Madonny z Dzieciątkiem z XVIII stulecia. Na belce tęczowej znajduje się barokowa Grupa Ukrzyżowania. Na ścianie posadowiono tablicę upamiętniającą mieszkańców parafii poległych w czasie I wojny światowej.

## Dzwony
Do II wojny światowej na drewnianej dzwonnicy w sąsiedztwie kościoła wisiało pięć dzwonów: jeden (najmniejszy) z 1621 i cztery z XVIII oraz XIX wieku. W 1942 Niemcy zrabowali dzwony w celu ich przetopienia (pozostał jedynie najmniejszy). W 2000 odnaleziono jeden z dzwonów w parafii w Vaihingen. W 2005 dzwon ten powrócił do macierzystej dzwonnicy. Dzwon posiada napis "Sit nomen Domini benedictum me fecie Michael Wittwerk Gedani Anno 1715" (Niech będzie pochwalone Imię Pańskie - ulał mnie Michał Wittwerk w Gdańsku w 1715). Na korpusie dzwonu istnieje wizerunek Zmartwychwstałego Chrystusa z chorągiewką w ręku. Z drugiej strony jest obraz Matki Boskiej z Dzieciątkiem. Dzwon ma średnicę 73 cm i wysokość 58 cm. Sama, kryta dwuspadowym dachem drewniana dzwonnica, pochodzi z 1858.

## Otoczenie
Przy kościele funkcjonuje cmentarz. Przy dzwonnicy wznosi się natomiast symboliczny grób urządzony w 1975, a poświęcony poległym za prawość, sprawiedliwość, wolność. 

## Galeria

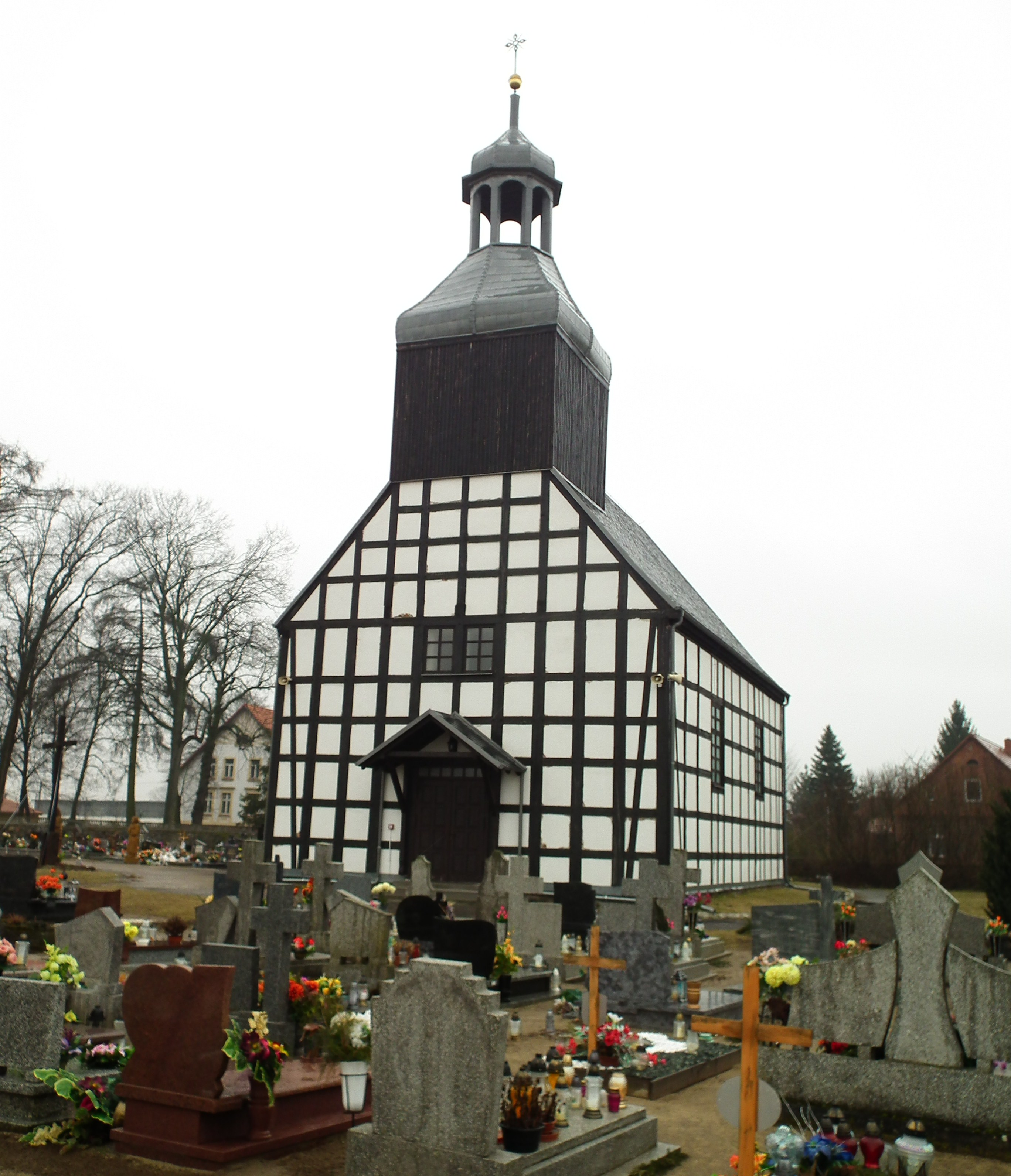
Widok od wejścia
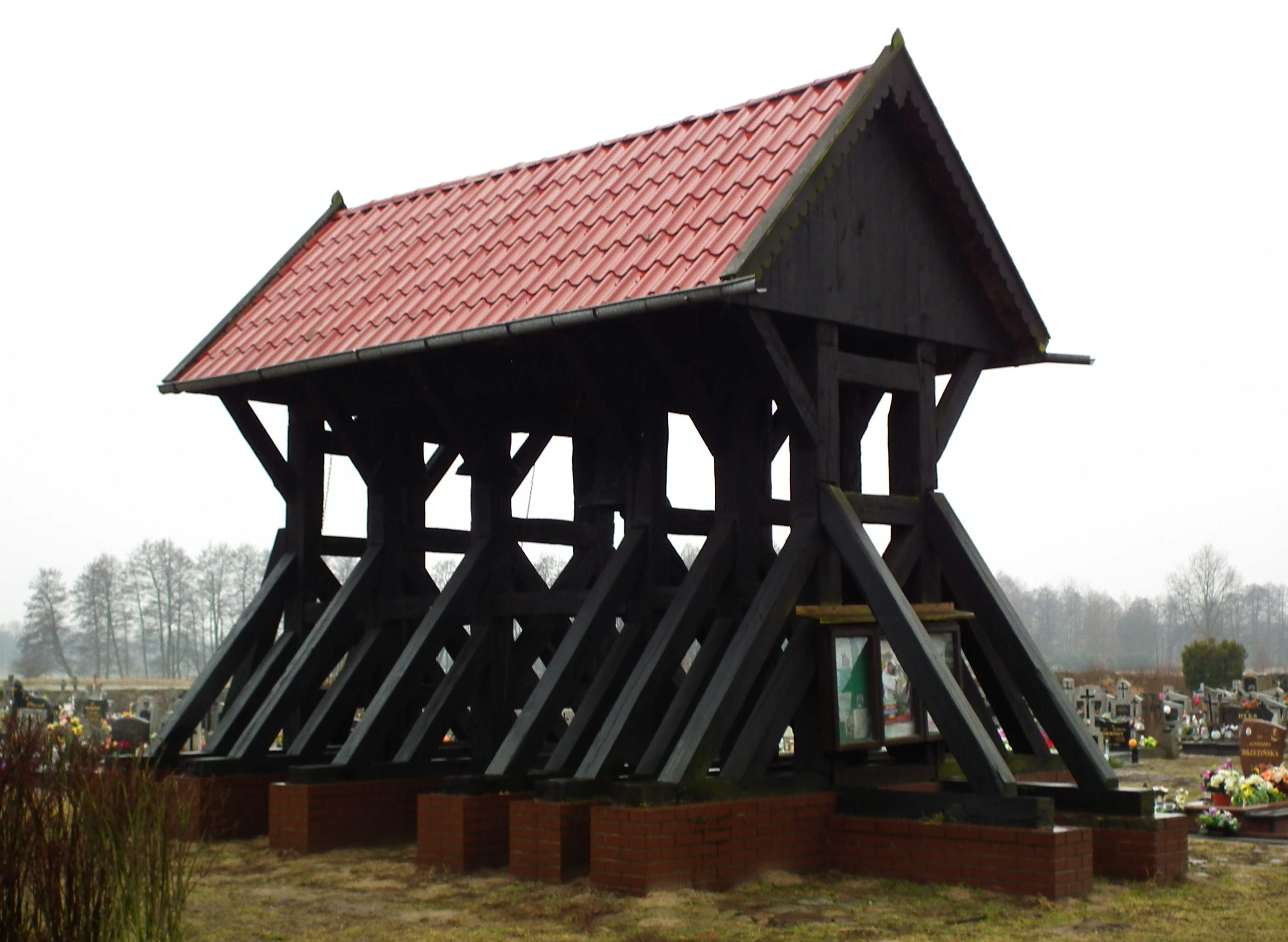
Dzwonnica
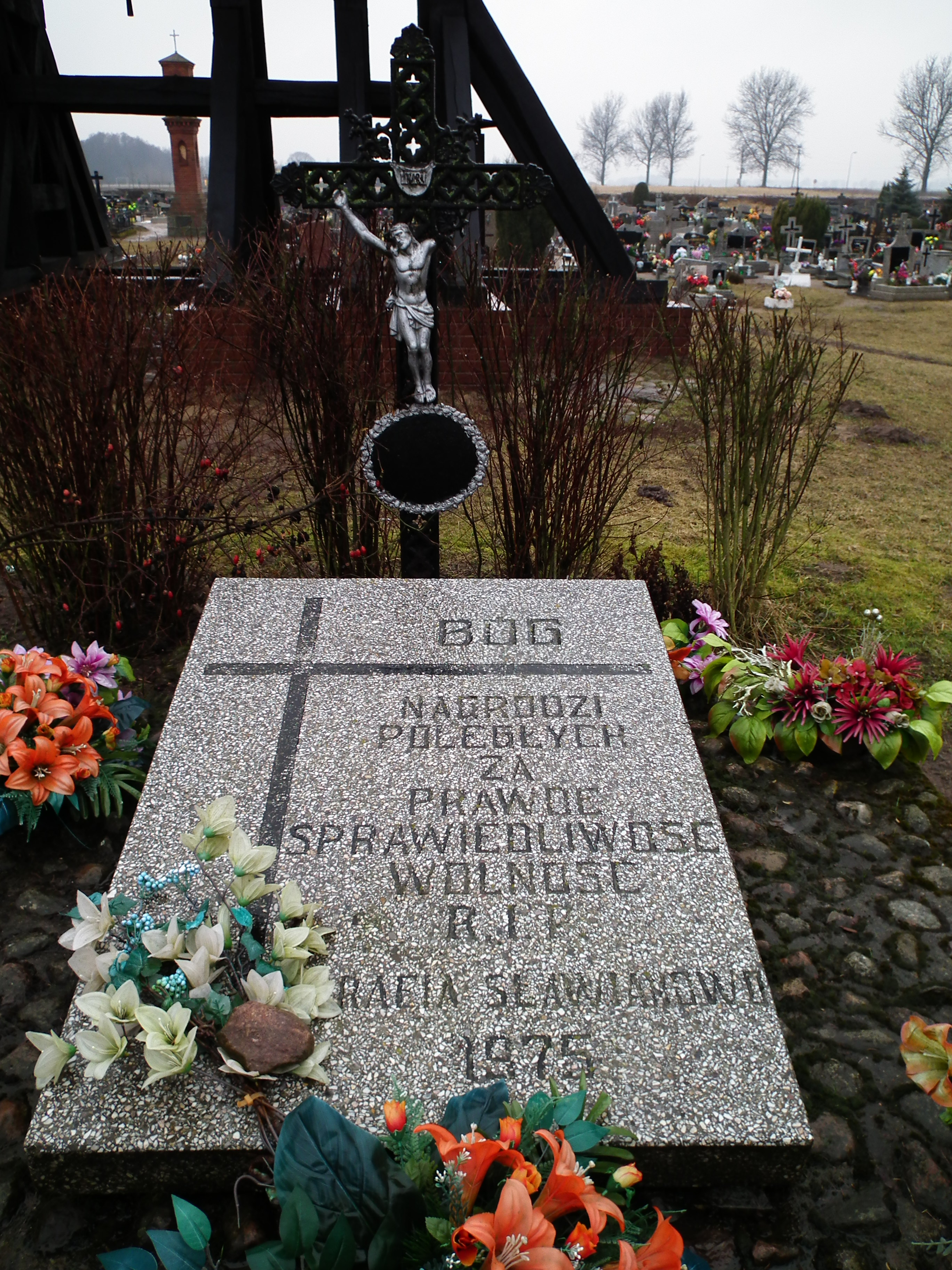
Miejsce pamięci